# Ol'ga Nikolaevna Romanova (regina di Württemberg)
Ol'ga Nikolaevna Romanova, (in russo Великая Княжна Ольга Николаевна?) (San Pietroburgo, 11 settembre 1822 – Friedrichshafen, 30 ottobre 1892), nata granduchessa di Russia, fu regina consorte del Württemberg come moglie di re Carlo I di Württemberg (1823-1891).

## Famiglia
Terzo figlio e seconda figlia di Nicola I di Russia e di Alexandra Feodorovna, nata principessa Carlotta di Prussia.

## Matrimonio
Ol'ga Nikolaevna incontrò all'inizio dell'anno 1846 nella città di Palermo, il principe ereditario del Württemberg Carlo, figlio del re del Württemberg Guglielmo I e della sua terza moglie Paolina di Württemberg.

Dopo i matrimoni delle sorelle Marija e Aleksandra, che avevano sposato principi inferiori al loro rango di Altezze Imperiali, i genitori di Ol'ga desideravano per lei un matrimonio dinastico.

Essa accettò di sposare Carlo il 18 gennaio, dopo averlo incontrato pochissime volte. Il matrimonio venne celebrato con grande sfarzo il 13 luglio dello stesso anno nella reggia di Peterhof.

La coppia arrivò nel Wrürttemberg il 23 settembre successivo e vissero principalmente a villa Berg di Stoccarda e a Kloster Hofen di Friedrichshafen.
La coppia non ebbe figli, probabilmente a causa dell'omosessualità di Carlo, che diverse volte venne coinvolto in scandali eclatanti.

Nel 1863 essi adottarono Vera Konstantinovna, figlia di suo fratello il granduca Costantino e di Alessandra di Sassonia-Altenburg.
Il 25 giugno 1864, dopo la morte del padre, Carlo salì al trono come terzo re del Württemberg e Ol'ga come quarta regina. Essi furono incoronati il 12 luglio.

## Opere e interessi

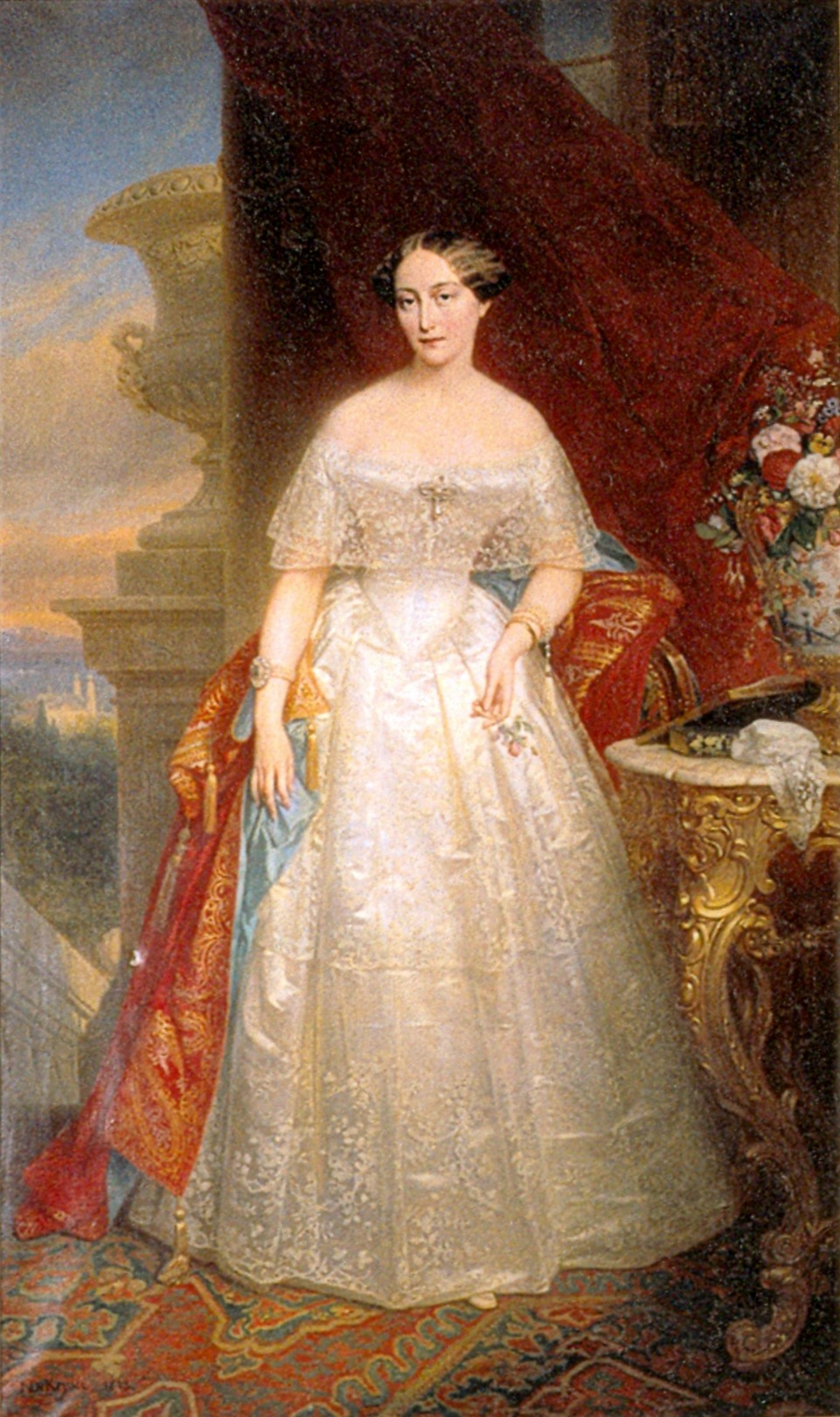
Ol'ga, principessa ereditaria del Württemberg, 1848.

Senza figli suoi Ol'ga dedicò la sua vita alle opere sociali e caritatevoli. Si interessò molto all'educazione delle bambine, e si prodigò per migliorare le condizioni dei veterani di guerra e degli handicappati.

Nel 1849 fece costruire a Stoccarda un ospedale per l'infanzia, che venne chiamato Olgahospital; nel 1872 fondò un ordine di infermiere religiose protestanti, l'Olgaschwesternschaft. Queste opere caritatevoli la resero molto popolare tra i suoi sudditi.
La Regina aveva un grandissimo interesse per le scienze naturali e per la mineralogia. Durante la sua vita raccolse un'importante collezione di minerali, oggi conservata nello Staatliche Museum für Naturkunde di Stoccarda.
Il nome della Regina è anche legato ad una formazione geologica della regione nord dell'Australia per ordine del barone Ferdinand von Mueller che, nel 1872, battezzò così il Monte Olga, in onore appunto della regina Ol'ga del Württemberg, che insieme al marito aveva festeggiato il venticinquesimo anniversario di matrimonio l'anno precedente nominando lo stesso Mueller un Freiherr (cioè un barone), cambiandogli così il nome in Ferdinand von Mueller. Quest'ultimo scelse questo modo originale per sdebitarsi dell'onore ricevuto.

Dal 1980 i Monti Olga sono stati ribattezzati con il nome autoctono di Kata Tjuta.

## Ultimi anni
Nel 1881 Ol'ga scrisse un memoriale intitolato Traum de Jugend Goldener Stern (che si può tradurre come Il sogno dorato della mia gioventù), dove descrisse la sua infanzia alla corte di Russia, il suo dolore per la morte della sorella Aleksandra, il suo debutto nella vita adulta e il suo matrimonio con Carlo. Il libro venne dedicato alle sue nipoti Ol'ga e Vera.

Dopo la morte del marito, avvenuta il 6 ottobre del 1891, Ol'ga divenne la regina vedova del Württemberg. Essa morì il 30 ottobre del 1892 nella città di Friedrichshafen ed è inumata nella cripta del vecchio castello di Stoccarda.

## Ascendenza
|                                   |                                  |                                           | Genitori                                               |  |  | Nonni |  |  | Bisnonni             |  |  | Trisnonni                          |  |
|                                   |                                  |                                           |                                                        |  |  |       |  |  | Pietro III di Russia |  |  | Carlo Federico di Holstein-Gottorp |  |
|                                   |                                  |                                           |                                                        |  |  |       |  |  | Pietro III di Russia |  |  | Carlo Federico di Holstein-Gottorp |  |
|                                   |                                  | Anna Petrovna Romanova                    |                                                        |  |  |       |  |  | Pietro III di Russia |  |  |                                    |  |
| Paolo I di Russia                 |                                  |                                           |                                                        |  |  |       |  |  | Pietro III di Russia |  |  |                                    |  |
|                                   |                                  | Caterina II di Russia                     | Cristiano Augusto di Anhalt-Zerbst                     |  |  |       |  |  |                      |  |  |                                    |  |
|                                   |                                  | Caterina II di Russia                     | Cristiano Augusto di Anhalt-Zerbst                     |  |  |       |  |  |                      |  |  |                                    |  |
|                                   |                                  | Caterina II di Russia                     | Giovanna di Holstein-Gottorp                           |  |  |       |  |  |                      |  |  |                                    |  |
| Nicola I di Russia                |                                  | Caterina II di Russia                     |                                                        |  |  |       |  |  |                      |  |  |                                    |  |
|                                   |                                  | Federico II Eugenio di Württemberg        | Carlo I Alessandro di Württemberg                      |  |  |       |  |  |                      |  |  |                                    |  |
|                                   |                                  | Federico II Eugenio di Württemberg        | Carlo I Alessandro di Württemberg                      |  |  |       |  |  |                      |  |  |                                    |  |
|                                   |                                  | Federico II Eugenio di Württemberg        | Maria Augusta di Thurn und Taxis                       |  |  |       |  |  |                      |  |  |                                    |  |
| Sofia Dorotea di Württemberg      |                                  | Federico II Eugenio di Württemberg        |                                                        |  |  |       |  |  |                      |  |  |                                    |  |
|                                   |                                  | Federica Dorotea di Brandeburgo-Schwedt   | Federico Guglielmo di Brandeburgo-Schwedt              |  |  |       |  |  |                      |  |  |                                    |  |
|                                   |                                  | Federica Dorotea di Brandeburgo-Schwedt   | Federico Guglielmo di Brandeburgo-Schwedt              |  |  |       |  |  |                      |  |  |                                    |  |
|                                   |                                  | Federica Dorotea di Brandeburgo-Schwedt   | Sofia Dorotea di Prussia                               |  |  |       |  |  |                      |  |  |                                    |  |
| Ol'ga Nikolaevna Romanova         |                                  | Federica Dorotea di Brandeburgo-Schwedt   |                                                        |  |  |       |  |  |                      |  |  |                                    |  |
|                                   | Federico Guglielmo II di Prussia | Augusto Guglielmo di Prussia              |                                                        |  |  |       |  |  |                      |  |  |                                    |  |
|                                   | Federico Guglielmo II di Prussia | Augusto Guglielmo di Prussia              |                                                        |  |  |       |  |  |                      |  |  |                                    |  |
|                                   | Federico Guglielmo II di Prussia | Luisa Amalia di Brunswick-Wolfenbüttel    |                                                        |  |  |       |  |  |                      |  |  |                                    |  |
| Federico Guglielmo III di Prussia | Federico Guglielmo II di Prussia |                                           |                                                        |  |  |       |  |  |                      |  |  |                                    |  |
|                                   |                                  | Federica Luisa d'Assia-Darmstadt          | Luigi IX d'Assia-Darmstadt                             |  |  |       |  |  |                      |  |  |                                    |  |
|                                   |                                  | Federica Luisa d'Assia-Darmstadt          | Luigi IX d'Assia-Darmstadt                             |  |  |       |  |  |                      |  |  |                                    |  |
|                                   |                                  | Federica Luisa d'Assia-Darmstadt          | Carolina del Palatinato-Zweibrücken-Birkenfeld         |  |  |       |  |  |                      |  |  |                                    |  |
| Carlotta di Prussia               |                                  | Federica Luisa d'Assia-Darmstadt          |                                                        |  |  |       |  |  |                      |  |  |                                    |  |
|                                   |                                  | Carlo II di Meclemburgo-Strelitz          | Carlo Ludovico Federico di Meclemburgo-Strelitz        |  |  |       |  |  |                      |  |  |                                    |  |
|                                   |                                  | Carlo II di Meclemburgo-Strelitz          | Carlo Ludovico Federico di Meclemburgo-Strelitz        |  |  |       |  |  |                      |  |  |                                    |  |
|                                   |                                  | Carlo II di Meclemburgo-Strelitz          | Elisabetta Albertina di Sassonia-Hildburghausen        |  |  |       |  |  |                      |  |  |                                    |  |
| Luisa di Meclemburgo-Strelitz     |                                  | Carlo II di Meclemburgo-Strelitz          |                                                        |  |  |       |  |  |                      |  |  |                                    |  |
|                                   |                                  | Federica Carolina Luisa d'Assia-Darmstadt | Giorgio Guglielmo d'Assia-Darmstadt                    |  |  |       |  |  |                      |  |  |                                    |  |
|                                   |                                  | Federica Carolina Luisa d'Assia-Darmstadt | Giorgio Guglielmo d'Assia-Darmstadt                    |  |  |       |  |  |                      |  |  |                                    |  |
|                                   |                                  | Federica Carolina Luisa d'Assia-Darmstadt | Maria Luisa Albertina di Leiningen-Dagsburg-Falkenburg |  |  |       |  |  |                      |  |  |                                    |  |
|                                   |                                  | Federica Carolina Luisa d'Assia-Darmstadt |                                                        |  |  |       |  |  |                      |  |  |                                    |  |